# Chonnapat Buaphan
Chonnapat Buaphan (thailändisch ชนภัช บัวพันธุ์, * 22. Januar 2004 in Lop Buri) ist ein thailändischer Fußballspieler.

## Karriere

### Verein
Chonnapat Buaphan entstammt der Jugend des BG Pathum United FC und stand von 2021 bis 2022 leihweise beim Raj-Pracha FC unter Vertrag. Der Verein aus der thailändischen Hauptstadt Bangkok spielte in der zweiten Liga des Landes, der Thai League 2. Sein Debüt gab Chonnapat Buaphan dort am 4. September 2021 (1. Spieltag) im Auswärtsspiel gegen den Chainat Hornbill FC. Hier stand der Abwehrspieler in der Startelf und spielte beim 1:1-Unentschieden über die kompletten 90 Minuten. Insgesamt absolvierte er dort während der Ausleihe 16 Ligapartien sowie ein Spiel im Thai League Cup. Am Ende der Saison musste er mit Raj-Pracha in die dritte Liga absteigen. Die Saison 2022/23 wurde er an den Erstligaaufsteiger Lamphun Warriors FC ausgeliehen. Für den Verein aus Lamphun bestritt er vier Erstligaspiele. Nach der Ausleihe kehrte er Ende Dezember 2022 zu BG zurück. Am 20. Mai 2023 stand BG das Endspiel des Thai League Cup. Das Finale wurde gegen Buriram United mit 2:0 verloren. Am 16. Juni 2024 stand er mit BG im Finale des Thai League Cup. Hier gewann man durch ein Tor von Teerasil Dangda gegen Muangthong United mit 1:0. Im Januar 2025 wechselte er auf Leihbasis zum japanischen Drittligisten Nara Club.

### Nationalmannschaft
Im Februar 2022 absolvierte Chonnapat Buaphan seine ersten vier Partien für die thailändische U-23-Nationalmannschaft während der Südostasienmeisterschaft in Kambodscha. Mit der Auswahl unterlag er im Finale Vietnam mit 0:1 und konnte damit den zweiten Platz erreichen.

## Erfolge
BG Pathum United FC
- Thailändischer Ligapokalsieger: 2023/24
- Thailändischer Ligapokalfinalist: 2022/23